# Charline Picon
Charline Picon (Royan, 23 de diciembre de 1984) es una deportista francesa que compite en vela en las clases RS:X y 49er FX.
Participó en cuatro Juegos Olímpicos de Verano, obteniendo tres medallas, dos en la clase RS:X: oro en Río de Janeiro 2016 y plata en Tokio 2020, y una de bronce en París 2024, en la clase 49er FX, y el octavo lugar en Londres 2012 (clase RS:X).
Ganó seis medallas en el Campeonato Mundial de RS:X entre los años 2009 y 2021, y siete medallas en el Campeonato Europeo de RS:X entre los años 2008 y 2021. También obtuvo una medalla de plata en el Campeonato Europeo de 49er de 2024.

## Palmarés internacional
| Juegos Olímpicos   | Juegos Olímpicos        | Juegos Olímpicos  | Juegos Olímpicos |
| Año                | Lugar                   | Medalla           | Clase            |
| ------------------ | ----------------------- | ----------------- | ---------------- |
| 2016               | Río de Janeiro (Brasil) | Medalla de oro    | RS:X             |
| 2020               | Tokio (Japón)           | Medalla de plata  | RS:X             |
| Campeonato Mundial |                         |                   |                  |
| Año                | Lugar                   | Medalla           | Clase            |
| 2009               | Weymouth (Reino Unido)  | Medalla de bronce | RS:X             |
| 2010               | Kerteminde (Dinamarca)  | Medalla de bronce | RS:X             |
| 2014               | Santander (España)      | Medalla de oro    | RS:X             |
| 2018               | Aarhus (Dinamarca)      | Medalla de plata  | RS:X             |
| 2020               | Sorrento (Australia)    | Medalla de plata  | RS:X             |
| 2021               | Puerto Sherry (España)  | Medalla de bronce | RS:X             |
| Campeonato Europeo |                         |                   |                  |
| Año                | Lugar                   | Medalla           | Clase            |
| 2008               | Brest (Francia)         | Medalla de plata  | RS:X             |
| 2013               | Brest (Francia)         | Medalla de oro    | RS:X             |
| 2014               | Çeşme (Turquía)         | Medalla de oro    | RS:X             |
| 2016               | Helsinki (Finlandia)    | Medalla de oro    | RS:X             |
| 2019               | El Arenal (España)      | Medalla de bronce | RS:X             |
| 2020               | Vilamoura (Portugal)    | Medalla de oro    | RS:X             |
| 2021               | Vilamoura (Portugal)    | Medalla de oro    | RS:X             |

| Juegos Olímpicos   | Juegos Olímpicos          | Juegos Olímpicos  | Juegos Olímpicos |
| Año                | Lugar                     | Medalla           | Clase            |
| ------------------ | ------------------------- | ----------------- | ---------------- |
| 2024               | París (Francia)           | Medalla de bronce | 49er FX          |
| Campeonato Europeo |                           |                   |                  |
| Año                | Lugar                     | Medalla           | Clase            |
| 2024               | La Grande-Motte (Francia) | Medalla de plata  | 49er FX          |